# O-acetilhomoserin aminokarboksipropiltransferaza
O-acetilhomoserin aminokarboksipropiltransferaza (EC 2.5.1.49, O-acetil--homoserin acetat-lijaza (dodaje metantiol), O-acetil--homoserin sulfhidrolaza, O-acetilhomoserin (tiol)-lijaza, O-acetilhomoserinsla sulfhidrolaza, metioninska sintaza) je enzim sa sistematskim imenom O-acetil--homoserin:metantiol 3-amino-3-karboksipropiltransferaza. Ovaj enzim katalizuje sledeću hemijsku reakciju
O-acetil--homoserin + metantiol {\displaystyle \rightleftharpoons } L-metionin + acetat
Ovaj enzim takođe reaguje sa drugim tiolima i , čime se formira homocistein ili tioetri.

## Literatura
- Nicholas C. Price; Lewis Stevens (1999). Fundamentals of Enzymology: The Cell and Molecular Biology of Catalytic Proteins (Third изд.). USA: Oxford University Press. ISBN 019850229X.
- Eric J. Toone (2006). Advances in Enzymology and Related Areas of Molecular Biology, Protein Evolution (Volume 75 изд.). Wiley-Interscience. ISBN 0471205036.
- Branden C; Tooze J. Introduction to Protein Structure. New York, NY: Garland Publishing. ISBN 0-8153-2305-0.
- Irwin H. Segel. Enzyme Kinetics: Behavior and Analysis of Rapid Equilibrium and Steady-State Enzyme Systems (Book 44 изд.). Wiley Classics Library. ISBN 0471303097.

## Spoljašnje veze
- O-acetylhomoserine+aminocarboxypropyltransferase на 